# Cyathea longipaleata
Cyathea longipaleata là một loài dương xỉ trong họ Cyatheaceae. Loài này được Alston mô tả khoa học đầu tiên năm 1940.
Danh pháp khoa học của loài này chưa được làm sáng tỏ. 